# جسر بولتيني
يقع جسر بولتيني فوق نهر افون في باث في إنجلترا. تم انهاء بناؤه بحلول عام 1774 ، وربط المدينة بأرض عائلة بولتيني التي كانت ترغب في تطويرها. صممه روبرت آدم بأسلوب Palladian ، وهو أمر غير معتاد للغاية لأنه يحتوي على متاجر مبنية عبر امتداده الكامل على كلا الجانبين. تم تحديده كمبنى تاريخي محمي من الدرجة الأولى. 
تم إجراء التعديلات التي وسعت المحلات التجارية وغيرت الواجهات في غضون 20 عامًا من بنائه . بحلول نهاية القرن الثامن عشر تضررت من جراء الفيضانات، ولكن أعيد بناؤها بنفس التصميم. على مدى القرن التالي وتضمنت التعديلات التي أدخلت على المحلات امتدادات ناتئة على الوجه الشمالي للجسر. في القرن العشرين وتم تنفيذ العديد من المخططات للحفاظ على الجسر وإعادته جزئيًا إلى شكله الأصلي مما زاد من جاذبيته كمنطقة جذب سياحي.
يبلغ ارتفاع الجسر الآن 45 متر (148 قدم) بطول 58 قدم (18 م) . على الرغم من وجود خطط لبناء الجسر، إلا أنه لا يزال يستخدم من قبل الحافلات وسيارات الأجرة. ويقع الجسر الذي تم تصويره كثيرًا والسد أدناه بالقرب من وسط المدينة، وهو أحد مواقع التراث العالمي ، ويشتهر بهندسته المعمارية الجورجية.

## خلفية
سمي الجسر باسم فرانسيس بولتيني زوجة ويليام جونستون . وكان محاميًا اسكتلنديًا ثريًا وعضوًا في البرلمان . وكانت فرانسيس الابنة الثالثة لعضو البرلمان والمسؤول الحكومي دانيال بولتيني (1684-1731) وأول ابنة عم لوليام بولتيني هيا إيرل باث الأول . لقد ورثت ثروة إيرل الكبيرة وممتلكاتها بالقرب من باث في سومرست بعد وفاته عام 1764 وشقيقه الأصغر ووريثه في عام 1767 وغيرت عائلة جونستون لقبها إلى بولتيني. ورث فرانسيس وويليام ملكية باثويك الريفية عام 1767 وتقع عبر النهر من المدينة ولا يمكن الوصول إليها إلا بالعبّارة. وضع ويليام خططًا لإنشاء بلدة جديدة والتي من شأنها أن تصبح ضاحية لمدينة باث التاريخية لكنه في البداية كان بحاجة إلى طريقة لعبور الأنهار بشكل أفضل.  تم إحياء ذكرى أعمال عائلة البولتني في شارع Great Pulteney Street في باثويك،  وشارع Henrietta و Laura Place ، اللذان سميا على اسم ابنتهما هنريتا لورا جونستون.  

## التصميم والبناء
تم تصميم جسر بولتني بواسطة روبرت آدم ،   رسوماته الأصلية محفوظة في متحف السير جون سوان في لندن.   وهوا واحد من أربعة جسور فقط في العالم بها متاجر عبر امتدادها الكامل على كلا الجانبين (الآخرون في فلورنسا والبندقية وإرفورت بألمانيا). 
وضع توماس باتي الخطط الأولية للجسر الذي قدر تكلفة تشييده بـ 4569 جنيهًا إسترلينيًا، لكن ذلك لم يشمل المتاجر.  تم الحصول على تقدير ثانٍ بقيمة 2389 جنيهًا إسترلينيًا من بناة محليين جون لوثر وريتشارد ريد ؛ كان يضم متجرين عند كل طرف من طرفي الجسر، لكن العمل لم يبدأ قبل أن يجعل الطقس الشتوي بناء الأعمدة مستحيلاً. في عام 1770 قام الأخوان روبرت وجيمس آدم، اللذان كانا يعملان على تصميمات المدينة الجديدة في باثويك، بتكييف تصميم باتي الأصلي.  تصور روبرت آدم هيكلًا أنيقًا تصطف على جانبيه المتاجر، على غرار بونتي فيكيو وبونتي دي ريالتو الذي كان من المحتمل أن يراه عندما زار فلورنسا والبندقية . تبع تصميم Adam عن كثب تصميم Andrea Palladio المرفوض لسيارة Rialto. كان الجسر المعدل 50 قدم (15 م) ، بدلاً من 30 قدم (9.1 م) العرض الذي تصوره باتي، والذي تغلب على اعتراضات المجلس المحلي على أن الجسر ضيق للغاية. 
بدأ البناء في عام 1769 واكتمل بحلول عام 1774 بتكلفة 11000 جنيه إسترليني.   بناة الجزء السفلي من الجسر كانوا البنائين المحليين ريد ولوثر. تم بناء المحلات من قبل Singers و Lankeshere. 

## التطوير
وقف جسر بولتيني لمدة تقل عن 20 عامًا بالشكل الذي ابتكره آدم في عام 1792 وتم إجراء تعديلات تم خلالها توسيع الجسر إلى 58 قدم (18 م) وتوسعت المحلات التجارية وتحولت المحلات الستة عشر الأصلية إلى ستة محلات أكبر. دمرت الفيضانات في 1799 و 1800 الجانب الشمالي من الجسر، الذي تم تشييده بدعم غير كافٍ. تم إنشاء جسر مؤقت، وتم الانتهاء من الإصلاحات في عام 1804.  اقترح توماس تيلفورد استبدال الجسر بجسر واحد من الحديد الزهر . ومع ذلك، أعاد جون بينش، كبير المساح، مساح ملكية بولتيني وإعادة بنائه في نسخة أقل طموحًا من تصميم آدم.  قام أصحاب المتاجر في القرن التاسع عشر بتغيير هيكل ومظهر مبانيهم عن طريق تغيير النوافذ أو توسيعها بإضافة دعائم فوق النهر. بعض الإعلانات المرسومة على السطح الخارجي لمحلاتهم، تؤثر على المنظر من النهر و Grand Parade.  تم هدم جناح الطرف الغربي على الجانب الجنوبي في عام 1903 لتوسيع الطريق ولم يكن استبداله مطابقًا تمامًا. 

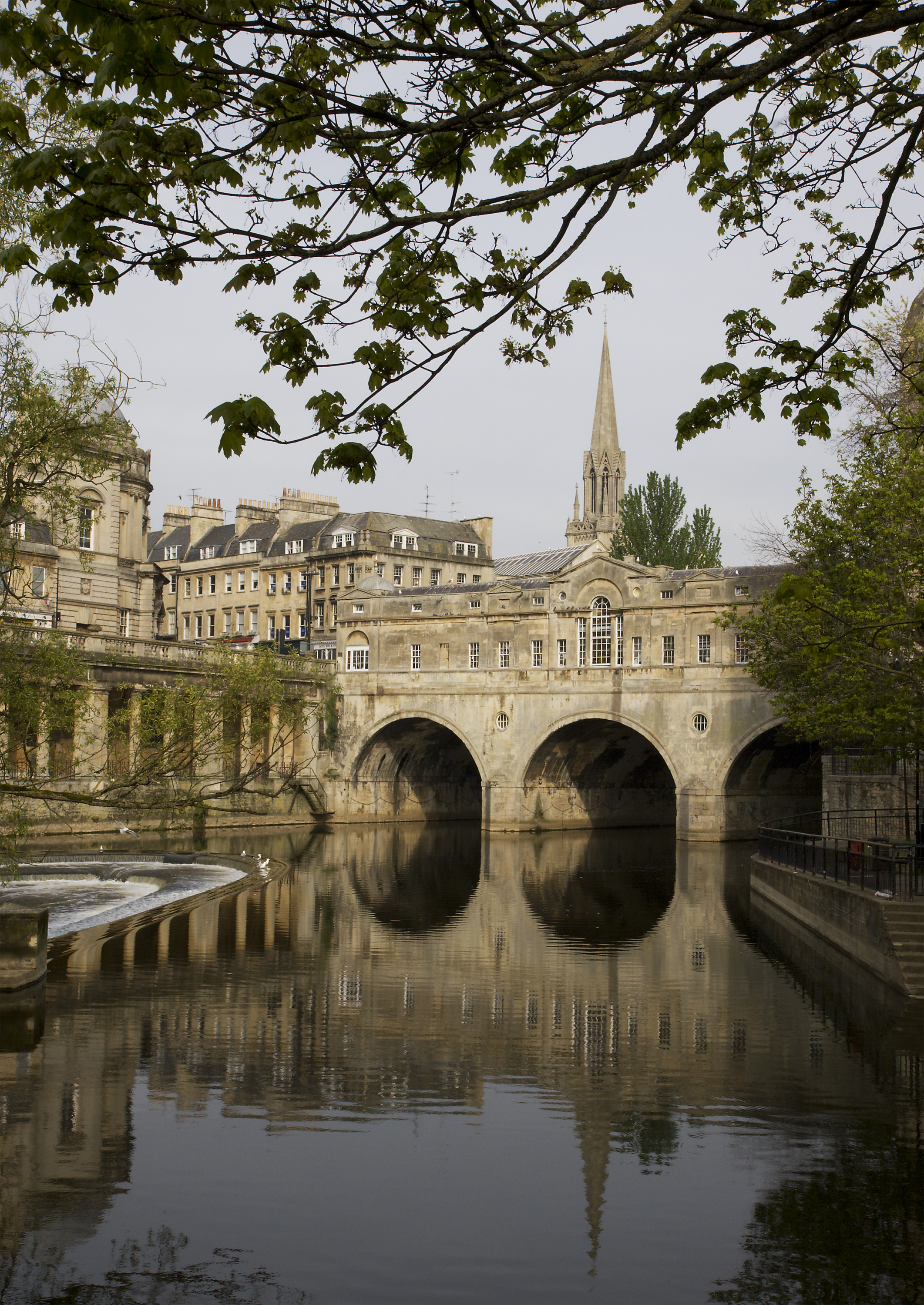
جسر بولتيني في عام 2007

تم تحديد الجسر كنصب تذكاري قديم في عام 1936 .  اشترى مجلس المدينة العديد من المحلات التجارية ووضع خططًا لترميم الواجهة الأصلية، والتي اكتملت في الوقت المناسب لمهرجان بريطانيا عام 1951.  تم استبدال مكانة الجسر كنصب تذكاري قديم في عام 1955 مع تصنيفها كمبنى مدرج من الدرجة الأولى.  تم تنفيذ مزيد من الأعمال في الستينيات لإصلاح الأسطح السفلية للأقواس الثلاثة.  كانت هناك حاجة إلى مزيد من الترميم لواجهة الشارع الجنوبي في عام 1975.
في عام 2009 ، قدم مجلس باث ومجلس شمال شرق سومرست اقتراحًا لإغلاق الجسر أمام حركة مرور السيارات وتحويله إلى منطقة مخصصة للمشاة،   ولكن تم التخلي عن الخطة في سبتمبر 2011.  ومع ذلك لا يزال يمثل مصدر دخل كبير للمجلس، نظرًا لكونه أكثر ممرات حافلات تغريمًا في المدينة. 

## البنيان

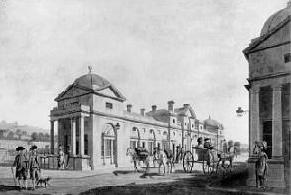
جسر بولتيني عام 1779 بواسطة توماس مالتون

يتميز الجسر بشارع ضيق محاط بصفين من المحلات التجارية المصممة على طراز Palladian c. 1770. يجلسون جميعهم فوق ثلاثة أقواس مقطعية ذات مسافات متساوية.  المحلات التجارية في الجانب الشمالي لها امتدادات خلفية ناتئة.   وبالتالي، فإن الواجهة الخارجية الشمالية للجسر غير متناسقة، ومتغيرة كثيرًا وليس لها أي ميزة معمارية، بينما يظهر الجانب الخارجي الجنوبي بوضوح يد روبرت آدم.
تم بناء الواجهة الجنوبية من الحجر الجيري، بأسلوب بلدين الكلاسيكي، وتتخذ شكل خليج مركزي يشبه المعبد بأجنحة متناظرة تتصل بجناحين متجاورين ومتصلين. يُمنح الخليج المركزي مكانة بارزة من خلال ركيزة مكسورة مدعومة بأعمدة دوريك الصارمة. وهو بدوره محاط بخلجان صغيرين، كل منهما به قاعدة مدببة صغيرة مدعومة بأعمدة ضحلة، مما يؤكد بشكل أكبر ويكمل الركيزة المركزية المكسورة الموجودة فوق نافذة بالاديان كبيرة - النقطة المحورية للمبنى. في هذا الجانب الجنوبي، يتألف الهيكل من طابق رئيسي على مستوى الشارع، مع طابق نصفي منخفض يفصله شرائط حجرية أعلاه. يوجد أسفل الأرضية الرئيسية طابق سفلي مبني في البناء بين امتدادات الجسر، ويشير وجوده إلى وجود نوافذ عينية موضوعة بشكل متماثل أسفل امتداد كل قوس. يتكرر هذا الشكل العيني، على نطاق مخفض، بشكل متماثل على مستوى الميزانين أسفل الركيزة المركزية المكسورة. يحتوي الجناحان المنتهيان، في الواقع، على إسقاطات طفيفة، على قباب صحن ضحلة مخبأة خلف أقواس مدببة. السقف مائل ومن الأردواز الويلزي .
أعيد بناء الرصيف الغربي في منتصف التيار في عام 1804.  حدثت المزيد من التغييرات في عام 1895 ، عندما تم نقل الجناح الغربي لبناء العرض الكبير. تغير المظهر مرة أخرى عندما تم إنشاء السد الحالي، مشهد انتحار جافيرت في نسخة فيلم البؤساء ،   بين عامي 1968 و 1972 كجزء من خطة منع الفيضانات.   تم إجراء المزيد من الترميم في عام 1975.

## صالة العرض

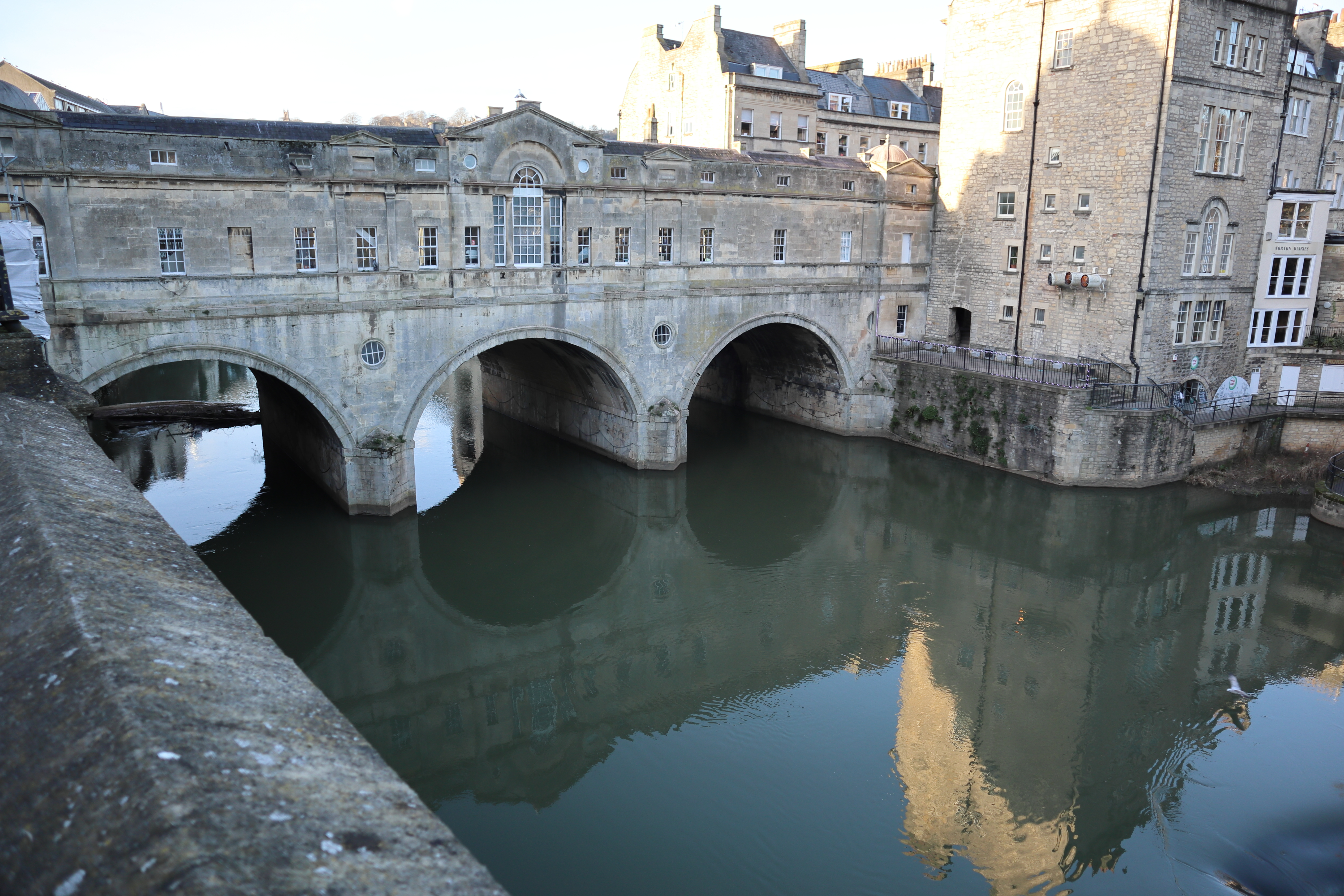
جسر بولتيني في عام 2021
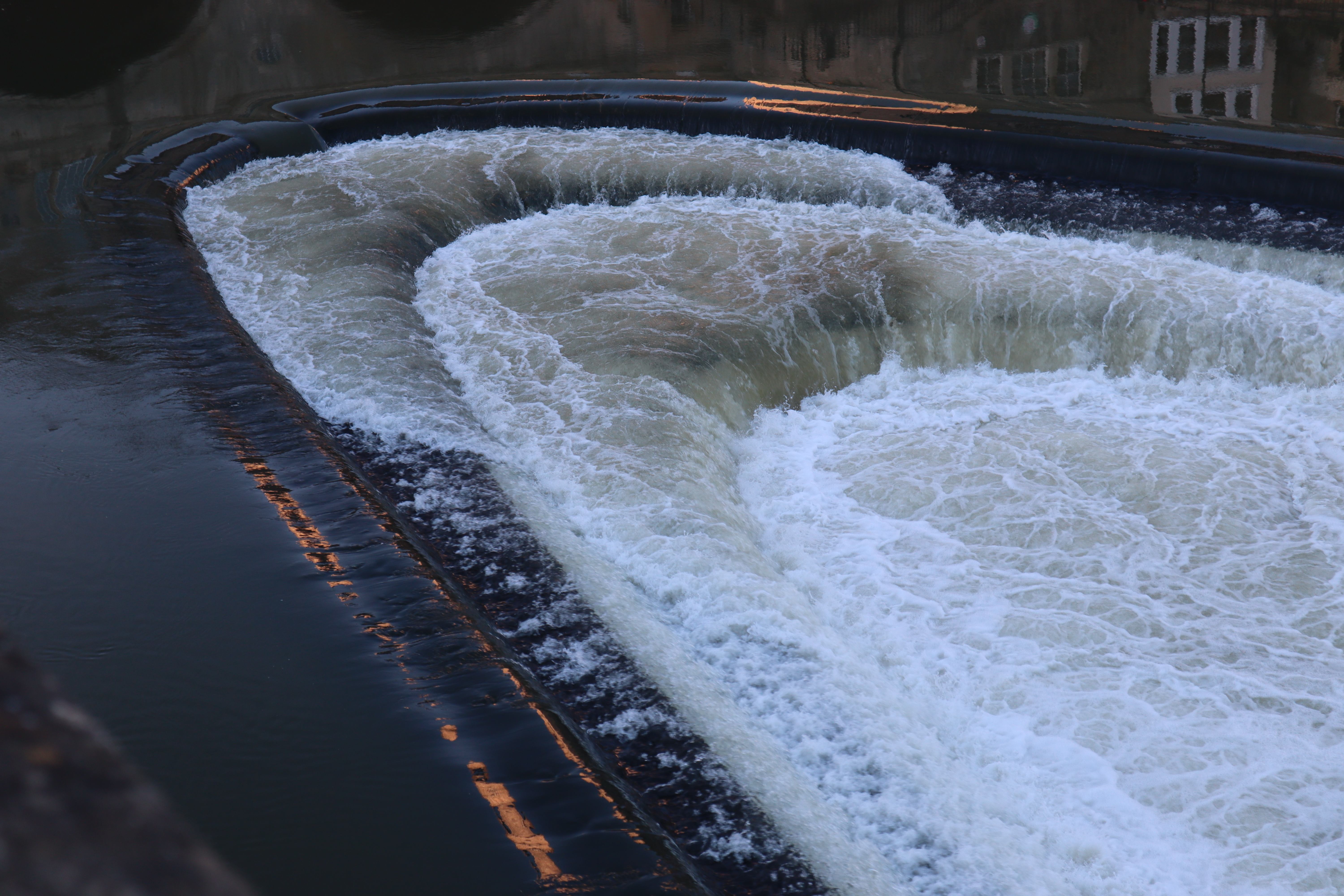
السد بالقرب من جسر بولتيني في عام 2021
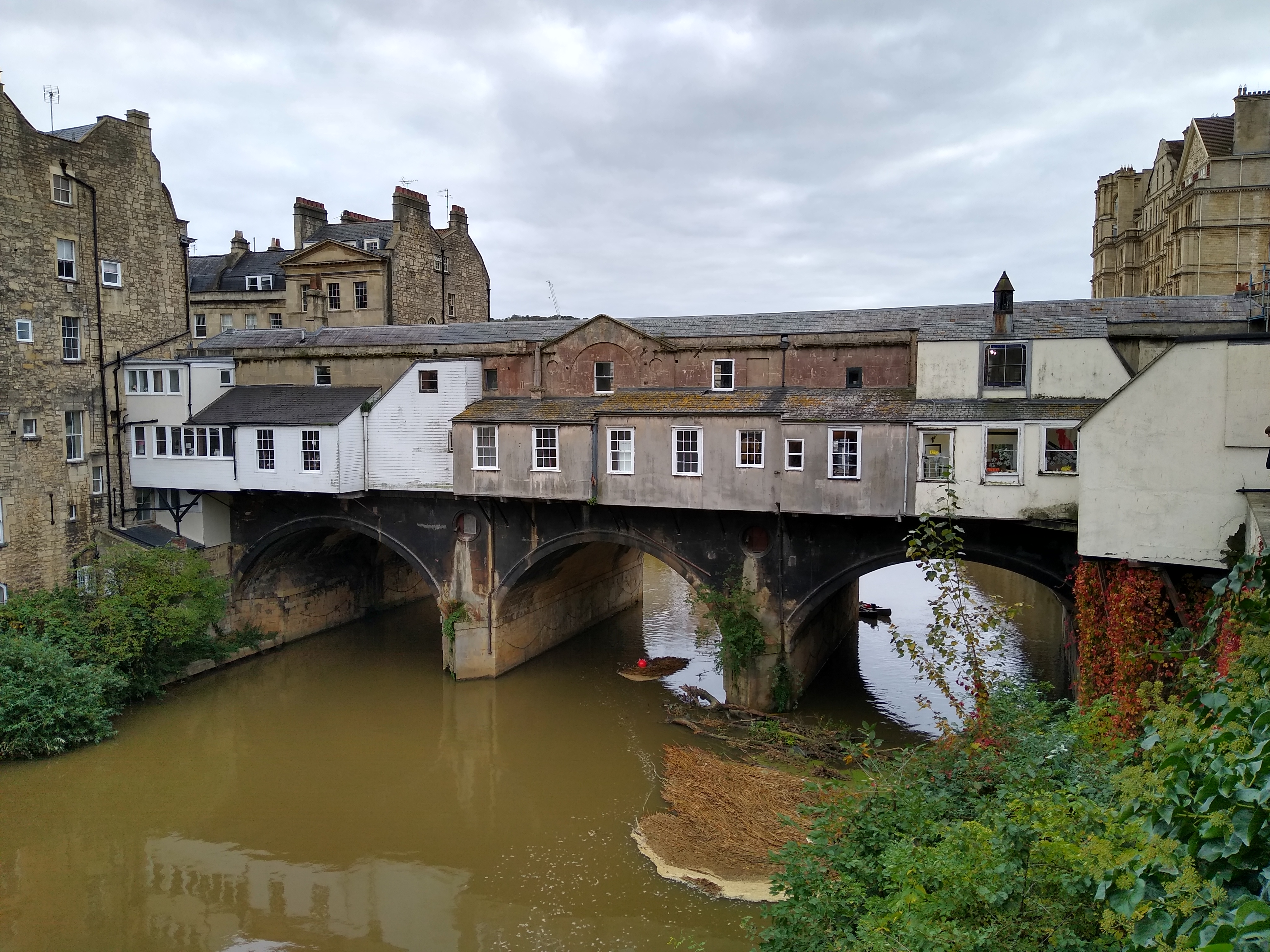
منظر من الجانب الشمالي
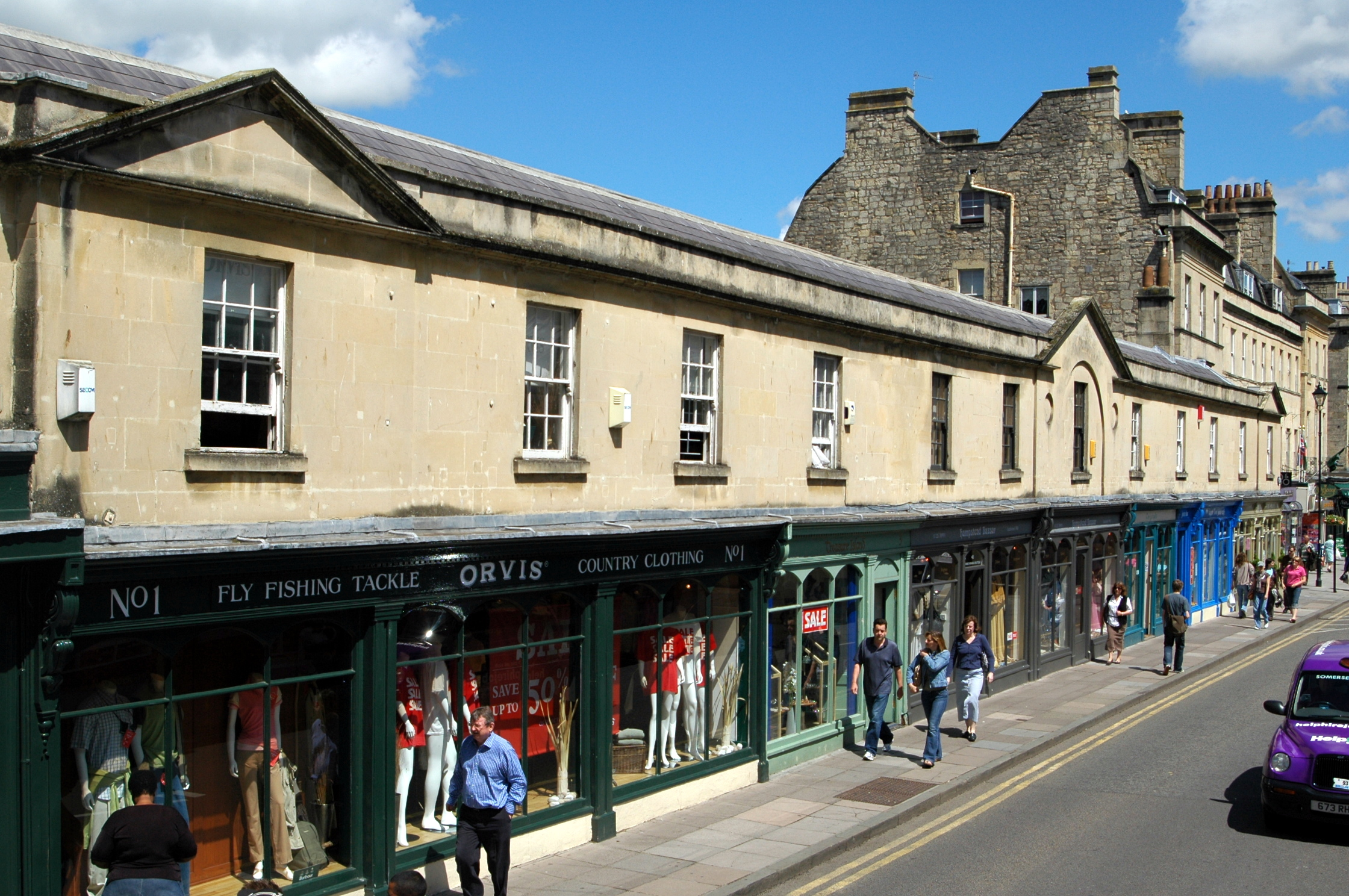
المحلات التجارية على الجانب الشمالي